# Miroslav Zajonc
Miroslav Zajonc (10 de junio de 1960) es un deportista checoslovaco, nacionalizado canadiense y estadounidense, que compitió en luge. Ganó una medalla de oro en el Campeonato Mundial de Luge de 1983, en la prueba individual.

## Palmarés internacional
| Representando a Canadá |                              |                |            |
| Campeonato Mundial     |                              |                |            |
| Año                    | Lugar                        | Medalla        | Prueba     |
| 1983                   | Lake Placid (Estados Unidos) | Medalla de oro | Individual |